# Tarapoto
Tarapoto a perui San Martín megye legnépesebb városa (de nem a székhelye). Amazónia perui részének egyik legfontosabb kereskedelmi és turisztikai központja. 2017-ben lakossága meghaladta a 180 000 főt.

## Földrajz
A város Peru középpontjától északra, San Martín megye északi részén található, az Andok keleti oldalán, egy olyan medencében, amit kisebb magasságú hegyláncok fognak közre. A település északi és nyugati határában folyik a Cumbaza folyó.
Tarapoto fontos főutak kereszteződésében fekszik, emiatt jelentős kereskedelemmel rendelkezik. Utcahálózata nagyrészt szabályos, négyzetrácsos. Déli részén található a Guillermo del Castillo Paredes repülőtér.

## Története
A település története azokig az időkig nyúlik vissza, amikor az inkák által üldözött csankák a közelben található mai Lamas területére települtek át, majd onnan élelmet keresve leereszkedtek a tarapotói völgybe. Ebben a völgyben akkor a vadászattal és halászattal foglalkozó kumbaszák éltek. A mai Suchiche park (Cabo Alberto Leveaú tér) területén ekkor egy kisebb tó, a Suchiche-tó terült el, az ennek környékén letelepülő lamasiak családjaihoz az idők múltával az inkák, a csankák többi csoportja és a pokrák leszármazottai csatlakoztak, így alakult ki a település.
A spanyolok 1537-ben érkeztek meg a környékre, először Chachapoyas és Moyobamba térségébe, majd Alonso de Alvarado konkvisztádor testvére, Hernando egy Huamán nevű kacika segítségével leigázta Tarapoto vidékét is. Amikor Martín de la Riva y Herrera újabb őslakókat akart uralma alá hajtani, Tarapotót használta ezen hadjárat központjául (és ennek során került sor 1656-ben a közeli Lamas város megalapítására).
A hódítás után megjelentek a ferences és jezsuita hittérítők, akiknek nem csak az indiánok katolikus hitre térítése volt a feladata, hanem erősíteniük kellett a spanyol jelenlétet Amazóniában, és figyelemmel kellett kísérniük a portugálok terjeszkedését is. 1769-ben a spanyol király arra utasította Manuel de Amat y Junyent perui alkirályt, hogy tiltsa ki területeiről a jezsuitákat, így azok Tarapotó térségéből is eltűntek, nem kicsit akadályozva ezzel a helyi kultúra fejlődését. A 19. század elejéig tartó gyarmati időkben Moyobamba, Lamas és kiváló fekvésének köszönhetően különösen Tarapoto a gyarmatosító törekvések fő támaszpontjául szolgált a térségben. Bár Tarapotóban már régóta éltek őslakók, a város hivatalos spanyol alapítására azonban csak 1782. augusztus 20-án került sor, amikor Baltasar Jaime Martínez Compañón trujillói püspök összegyűjtötte a térségben szétszóródott embereket, és plébániát is alapított számukra. A település ekkor a Santa Cruz de los Motilones de Tarapoto nevet kapta.
Tarapoto ezután sokáig kistelepülés maradt. Fernando Belaúnde Terry első kormánya idején, 1967–1968-ban épült meg Peru úgynevezett szélső főútja, amely jelentős fellendülést indított el a térségben. Megélénkült a kereskedelem és az ipar, számos ember telepedett le a városban, amelynek lakossága innentől kezdve igen gyorsan növekedett. Ugyancsak az 1960-as években kórház és turistaszálló is épült Tarapotóban. 1972-ben katolikus templomot avattak, 1973. december 24-én (a japán származású Eduardo Yashimura Montenegro polgármestersége idején) pedig átadták a Plaza de Armas teret. 1975-ben megnyílt a Községi Stadion, ahol néhány hónappal később igazi labdarúgó-szuperrangadót rendeztek: a limai Alianza és az Universitario de Deportes csapott össze egymással.
1979-ben több mint tíz napig tartó sztrájk bénította meg a várost: ennek során az emberek többek között egyetem létrehozását és telefonok bevezetését követelték: a kormány alá is írt egy szándéknyilatkozatot arról, hogy az emberek megkapják, amit szeretnének. A második Belaúnde Terry-kormány idején a város fejlődése ismét felgyorsult, főleg a kereskedelem fejlődött. 1982-ben rendezték meg az első Amazóniai Nemzetközi Vásárt. Az 1980-as évek második felében viszont hanyatlás következett be, elterjedt a drogkereskedelem és a terrorizmus. 1990-től folytatódott az utcák burkolása és a közvilágítás fejlesztése.

## Legenda a városalapítás korából
Egy legenda azt meséli, hogy a spanyol hódítók megérkezésekor a tarapotói völgyben élő kumbaszák egyetlen család kivételével mindannyian elpusztultak a spanyolok ellen vívott háborúban. Amikor a család két gyermeke, egy fiú és egy lány, árván maradt, a közeli hegyekben találtak menedéket, ahol Apu isten megszánta őket, és a fiút hatalmas és erős bikává, a lányt pedig gyönyörű pillangóvá változtatta. A bánat azonban, amelyet éreztek, kiolthatatlan maradt, ezért a bika sírni kezdett: könnyeiből alakult ki a Shilcayo folyó, a pillangó pedig a hegyek közül leereszkedett a városba, hogy megnézhesse annak romjait. Egy spanyol puskás katona azonban meglátta a lepkét, elámult annak szépségén, és elhatározta, hogy levadássza: a pillangó a földre hullott, és átváltozott a Suchiche-tóvá.

## Turizmus, látnivalók
A város építészeti öröksége viszonylag szegény, viszont a környék természeti látnivalókban gazdag. A Laguna Azul (más néven Laguna El Sauce) és a Laguna Lindo tavak részben természetközeli élményt nyújtanak, de mellettük kiépített infrastruktúra is várja a látogatókat. A Cordillera Escalera nevű természetvédelmi terület egy köderdővel borított hegyvonulatot foglal magába, ahol jelentős vízforrások is találhatók, amelyek a város vízellátását táplálják.
A városnak számos jellegzetes étele és itala van, az uvachado például a település emblematikus italának is tekinthető. Általában júliusban kerül sor a tarapotói turisztikai hétre, amikor számos rendezvényt tartanak.

## Képek

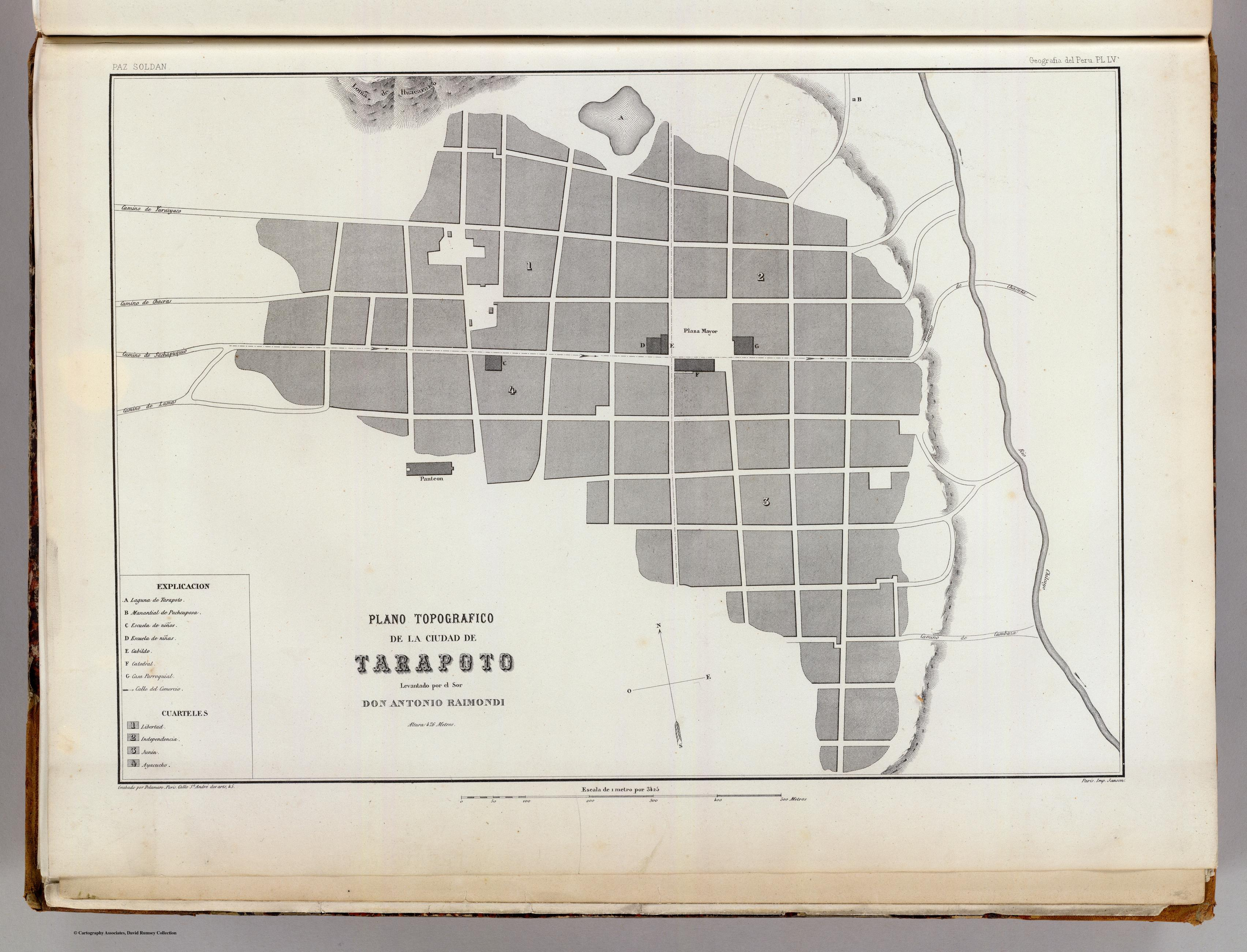
A város 1874-es térképe
Részlet a városból
A tarapotói kórház
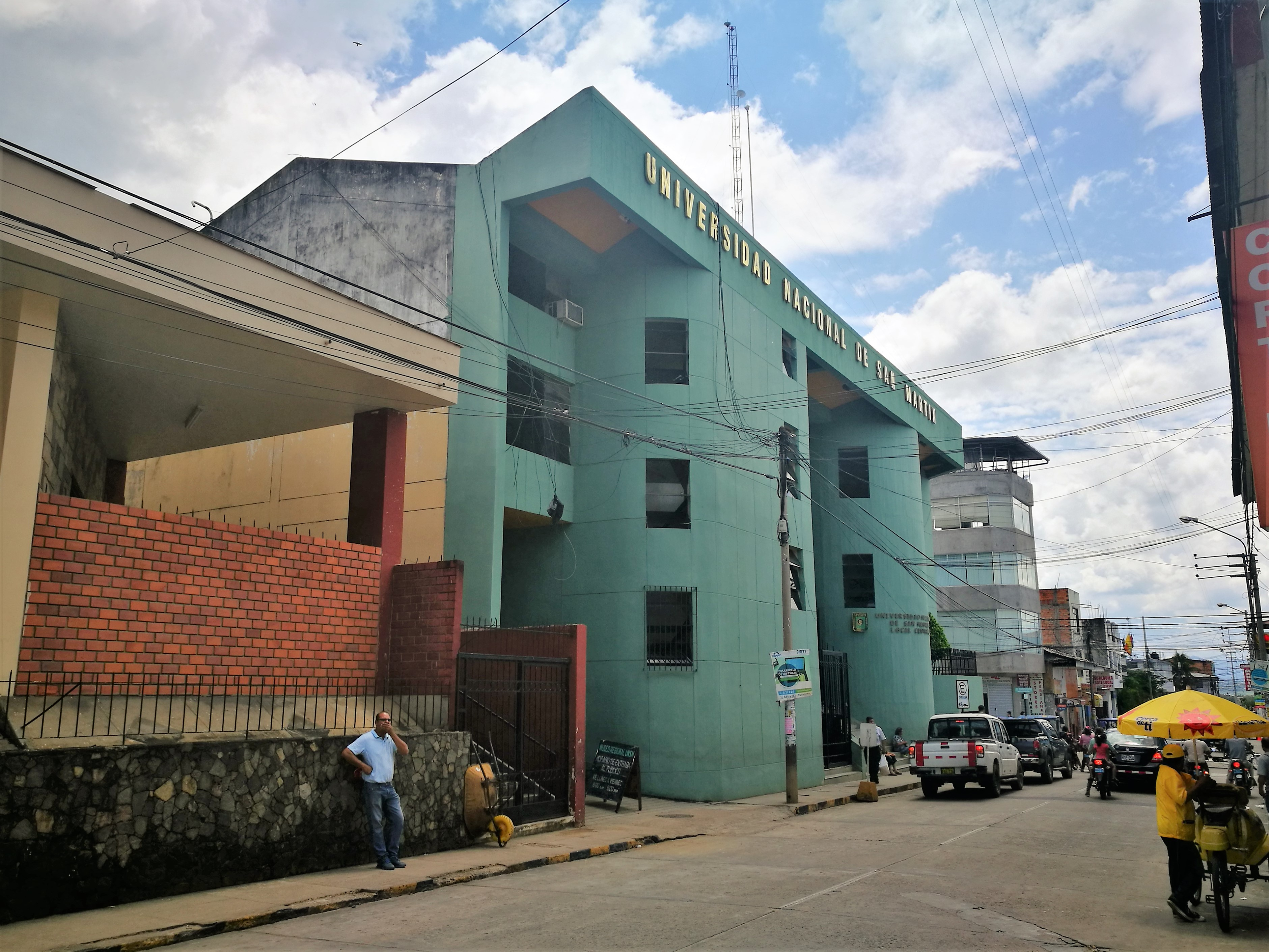
A San Martín-i Nemzeti Egyetem főépülete